# Der Himmel über Berlin
Der Himmel über Berlin (literalment en català, "El cel sobre Berlín") és una pel·lícula del 1987 dirigida pel cineasta alemany Wim Wenders. El poètic guió, escrit per Wenders i Peter Handke, s'inspira en l'obra de Rainer Maria Rilke.

## Argument
Rodada a la Berlín Oest de finals dels anys 1980, a les acaballes de la Guerra freda, El cel sobre Berlín és un retrat de la vida dels eterns àngels Damiel (Bruno Ganz) i Cassiel (Otto Sander), que deambulen i es perden per la ciutat de Berlín sense ser percebuts per la massa de gent que els envolta. Entre els berlinesos amb els quals els àngels topen hi ha una dona embarassada, un pintor, un home convençut que la seva parella ja no l'estima o un ancià anomenat Homer (Curt Bois) que somia en una "pau èpica".
La descripció de la vida dels dos àngels serveix d'excusa a Wenders per meditar sobre el passat, el present i el futur de Berlín, i la pel·lícula mateixa es converteix, de fet, en un homenatge a la ciutat en el qual apareixen indrets emblemàtics com Potsdamer Platz, encara sense edificar i contornada per un mur ple de grafits.
Malgrat que els dos àngels són només dos espectadors celestials aliens als problemes i a la condició material dels mortals, en contemplar i seguir la seva vida, Damiel acaba enamorant-se d'una talentosa però solitària i melancòlica artista de circ anomenada Marion (Solveig Dommartin), que es guanya la vida dansant al compàs de la música de Nick Cave.
Una part de la pel·lícula es concentra en la vida de Peter Falk (interpretat per ell mateix), que acaba d'arribar a Berlín per tal de rodar una pel·lícula sobre el passat nazi de la ciutat. Durant els treballs del rodatge surt a la llum que Peter Falk havia sigut també un àngel, el qual va renunciar a la seva immortalitat cansat d'observar passivament el món però sense experimentar-lo directament.
Damiel, seguint l'exemple de Peter Falk, renuncia també a la seva condició d'immortal i esdevé un humà per poder experimentar i gaudir dels seus plaers materials. La pel·lícula adquireix aleshores color, ja que abans havia sigut filmada íntegrament en un color sèpia i monocromàtic, exceptuant les escenes on els àngels no hi eren presents o no observaven. Mentrestant, Cassiel llegeix la ment d'un jove que seguidament se suïcidarà sense que el commocionat àngel pugui fer res per evitar-ho.
Damiel, en la seva obstinada recerca de Marion, coneix finalment a la solitària artista en un bar i tots dos s'enamoren a l'instant i es tracten de seguida com si s'haguessin conegut tota la vida, la qual passen a compartir junts. La pel·lícula acaba aleshores amb el missatge de "continuarà".
La inconclusa història dels dos àngels continua a la pel·lícula In weiter Ferne, so nah! (Tan lluny, tan a prop), dirigida per Wenders el 1993.

## Al voltant de la pel·lícula
La pel·lícula, filmada pel cinematògraf Henri Alekan a l'edat de 77 anys, mostra els àngels des d'un punt de vista monocromàtic i es passa al color per ensenyar el punt de vista humà. Durant el rodatge, Alekan va utilitzar una única i extremadament fràgil mitja de seda que havia pertanyut a la seva àvia que va utilitzar com a filtre per rodar les seqüències monocromàtiques.
El canvi de les escenes monocromàtiques a color, per tal de distingir la realitat vista pels àngels de la realitat dels mortals, va ser un recurs utilitzat per primer cop a la pel·lícula A Matter of Life and Death de Michael Powell i Emeric Pressburger el 1946.

### Escenes suprimides
La pel·lícula hauria evitat el seu to seriós si s'haguessin inclòs les humorístiques escenes de Cassiel imitant les accions dels humans, fent mímica.
Altres escenes suprimides pertanyen a experiments sobre com mostrar la invisibilitat dels àngels o remarcar el seu to immaterial, usant diferents tècniques cinematogràfiques.
Hi havia també previst incloure un tercer àngel, femení, que apareixia en una escena finalment suprimida.
El final de la pel·lícula estava previst que fos molt diferent a la versió definitiva, fent perdre també la immortalitat a l'àngel Cassiel, el qual es retrobava amb Damiel i Marion en un bar on començarien una divertida guerra de pastissos que es llançaven els uns contra els altres.

## Remake
El 1998 es va fer un remake americà sobre El cel sobre Berlín, anomenat City of Angels. La pel·lícula va ser rodada a Los Angeles, amb les actuacions de Meg Ryan i Nicolas Cage i, en general, manté poca relació amb l'original excepte per les idees dels àngels que contemplen la vida dels humans i la història d'amor.

## Repartiment
- Bruno Ganz - Damiel
- Solveig Dommartin - Marion
- Otto Sander - Cassiel
- Curt Bois - Homer, l'ancià poeta
- Peter Falk – Estrella de cinema

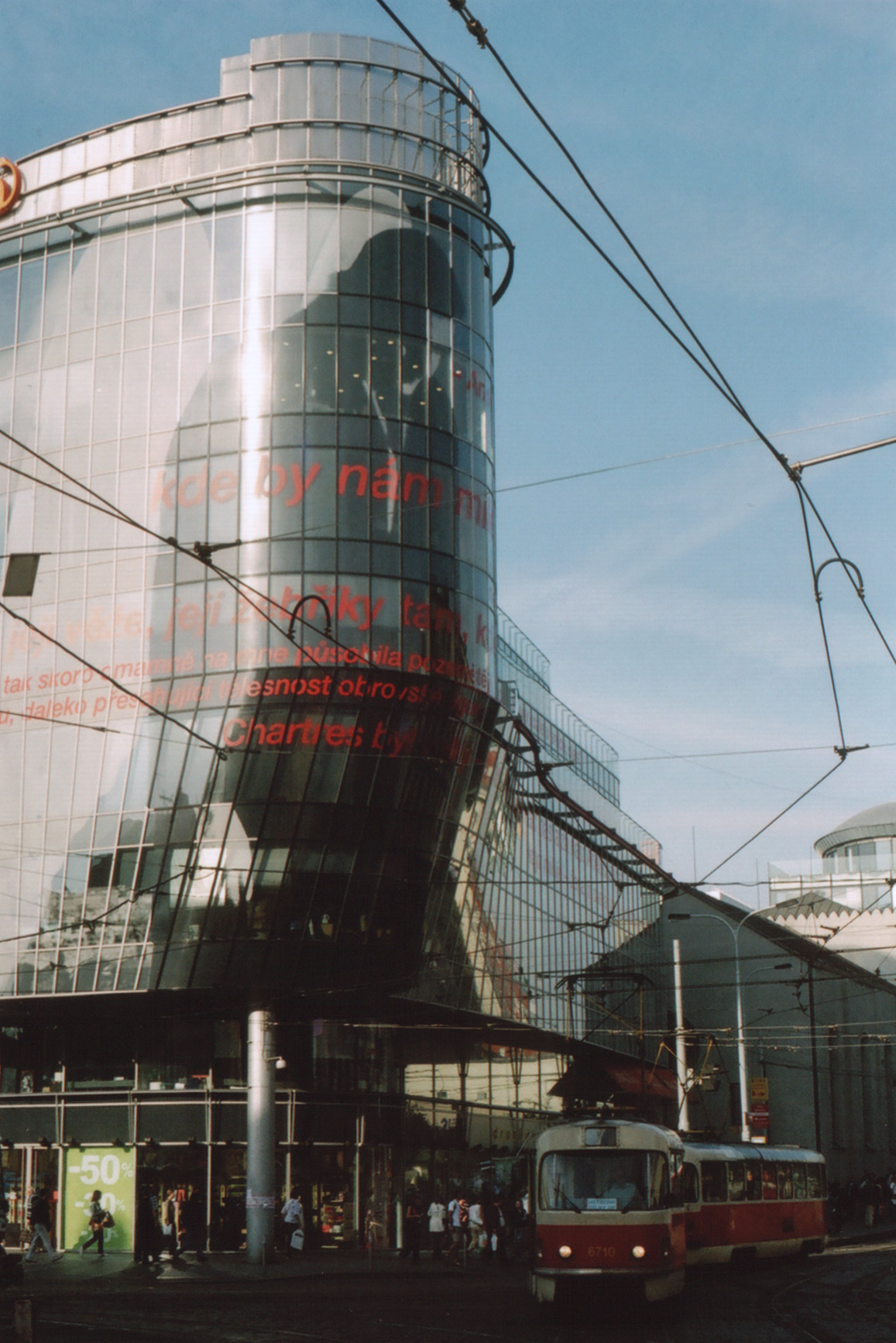
Edifici L'àngel de l'arquitecte Jean Nouvel amb un àngel de la pel·lícula de Wenders que vigila els habitants de Praga

- Hans Martin Stier – Personatge humà
- Elmar Wilms - Personatge humà
- Sigurd Rachman - Personatge humà que se suïcida
- Beatrice Manowski - Personatge humà
- Lajos Kovács – Entrenador de Marion
- Bruno Rosaz – Pallasso del circ
- Laurent Petitgand – Artista de circ
- Chick Ortega – Artista de circ
- Otto Kuhnle – Artista de circ
- Christoph Merg – Artista de circ

## Premis i nominacions
Der Himmel über Berlin va obtenir el Deutscher Filmpreis (Premis de cinema alemany) de 1998 i el Premi de Cinema Europeu.
Al Festival de Canes de 1987 Wim Wenders va obtenir el premi al millor director.
Al Festival de Cinema de São Paulo de 1988 la pel·lícula va obtenir el premi del públic.
Der Himmel über Berlin va ser també nominada a un César per a la millor pel·lícula estrangera.

## La continuació deDer Himmel über Berlin
El 1993 Wim Wenders va dirigir la segona part de Der Himmel über Berlin, que va portar per títol In weiter Ferne, so nah! (Tan lluny, tan a prop). La continuació de la història va incloure la majoria dels actors principals de la primera part, com Otto Sander, Peter Falk, Horst Buchholz, Nastassja Kinski, Heinz Rühmann, Bruno Ganz, Solveig Dommartin o Rüdiger Vogler, i va incloure també a populars artistes i polítics com Lou Reed, Willem Dafoe i Mikhaïl Gorbatxov. La pel·lícula, no obstant, no va assolir l'èxit de la primera part.